# Musculus depressor supercilii

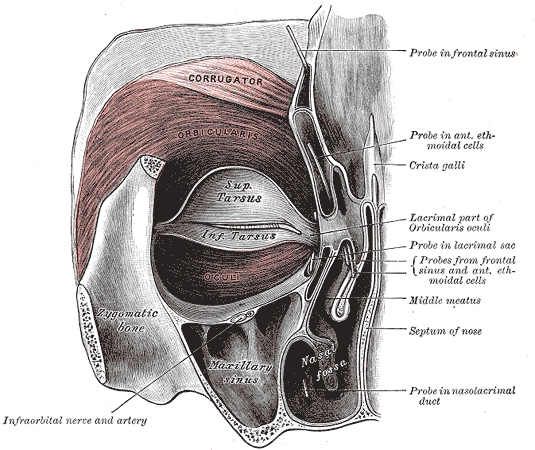
A szemüreg szerkezete (a musculus depressor supercilii nincs jelölve)

A musculus depressor supercilii egy apró szemizom az ember koponyáján.

## Eredés, tapadás, elhelyezkedés
A könnycsont (os lacrimale) közelében, a szemüreg közepén lévő szegélyéről ered. A szemüreg csontos részének középső részén tapad a szemöldökközelítő izom (musculus corrugator supercilii) alatt.

## Funkció
Süllyeszti a szemöldököt.

## Beidegzés
Az arcideg (nervus facialis) idegzi be.